# Dębowiec (struga)
Dębowiec – rzeka we wschodniej Polsce, lewobrzeżny dopływ Łukawicy. Obszar źródliskowy rzeki zlokalizowany jest w północnej części Lasów Janowskich. Uchodzi do Łukawicy w okolicy miejscowości Rzeczyca Długa. Koryto Dębowca jest meandrujące, a na odcinkach uregulowanych proste, wycięte w piaskach, miejscami w dnie występują płytko zalegające iły krakowieckie, a także żwiry. 

## Fauna i flora doliny Dębowca
Dolina Dębowca jest w większości pokryta lasami, wśród których na szczególną uwagę zasługuje łęg olszowy oraz bór bagienny położone między Lipowcem, a Kochanami. W łęgu tym stwierdzono występowanie 32 gatunków ptaków, m.in. bociana czarnego, dzięcioła zielonosiwego i samotnika, 2 gatunków płazów: ropuchy szarej i żaby trawnej oraz kilku gatunków ssaków, m.in. bobra, wilka i łosia. Mimo że rzeka jest zachowana w dość naturalnym stanie, wśród ryb w niej występujących stwierdzono występowanie tylko 3 gatunków ryb, z czego 2 inwazyjnych: trawianki i sumika karłowatego oraz 1 chronionego: śliza.
Wśród roślin występujących w łęgu olszowym i borze bagiennym na szczególną uwagę zasługują chronione mchy: gajnik lśniący, torfowiec błotny, torfowiec Girgensohna, torfowiec ostrolistny, a także widłak jałowcowaty, wełnianka pochwowata i bagno zwyczajne.